# 18632 Danielsson
18632 Danielsson este o planetă minoră (asteroid), cu un diametru de 6,927 km, din centura de asteroizi. A fost descoperită pe 28 februarie 1998 la Observatorul La Silla de Claes-Ingvar Lagerkvist⁠(d) și a fost numită după Kikki Danielsson. 
Obiectul prezintă o orbită caracterizată de o semiaxă mare de 2,935047 UAi, o excentricitate de 0,13, o înclinație de 3,81236 ° în raport cu ecliptica.